# Hessa (fumetto)
Hessa è un personaggio immaginario dei fumetti italiano di genere erotico di ambientazione bellica, creato dallo Studio Rosi e disegnato da Nevio Zeccara, protagonista di una omonima testata pubblicata tra il 1970 e il 1972 da ErreGi in 47 volumi. La serie, insieme alle più celebri Isabella e Goldrake, è stata fra le serie ideate da Barbieri ed edite, fra la fine degli anni sessanta e gli inizi degli anni settanta, dalla ErreGi, che portarono alla nascita del genere del fumetto erotico italiano.

## Storia editoriale
La serie venne pubblicata dal 1970 al 1972 per 47 volumi dalla ErreGi. È stata pubblicata anche in spagnolo dalle edizioni Elviberia di Madrid e in olandese. La particolarità nei testi era che la "S" era sempre scritta in caratteri runici.

## Trama
Pur appartenendo apparentemente al genere di guerra il suo argomento principale erano le avventure erotiche della sua protagonista, la ufficiale delle SS Hessa Von Thurn.
Ambientato durante la seconda guerra mondiale Hessa, dichiaratamente nazista, è un colonnello alla guida di un commando di SS chiamato Sex-Truppen, e, nonostante sia vergine, il suo soprannome è la "Vergine nera" utilizza ogni arma, compreso il suo corpo, per portare a termine le sue missioni. All'inizio del fumetto prende parte ad alcune missioni segrete nel corso dell'Invasione tedesca dei Paesi Bassi durante le quali conosce il partigiano olandese Walter van Dorne di cui si innamora. perdutamente, ricambiata, ma nel corso degli avvenimenti non disdegna rapporti saffici, e ha un'amante fissa, la contessa Frida Reigenfels, agente della Gestapo con cui affronta una missione segreta nella Parigi occupata..